# Psammotettix dubius
Psammotettix dubius är en insektsart som beskrevs av Ossiannilsson 1974. Psammotettix dubius ingår i släktet Psammotettix och familjen dvärgstritar. Arten är reproducerande i Sverige. Inga underarter finns listade i Catalogue of Life.